# آرامگاه سلاطین استندار یالرود
مقبره سلاطین استندار یالرود آرامگاه اسفندیار بن کاووس بن کیومرث  مربوط به سدهٔ ۸ و ۹ ه‍.ق است او یکی از ملکان و استنداران سلسله پادوسبانی می‌باشد از زمان پدر او کاووس این سلسله به دو بخش نور و کجور تقسیم شد که باعث ضعیف شدن قدرت آنها در مقابله با دشمنانشان می‌شود که سرانجام در سال ۱۰۰۶ قمری بدست شاه عباس صفوی این حکومت شکست می‌خورد و منطقه رویان و رستمدار به کنترل خلفای صفوی در می‌آید. سلسله پادوسبانی از نوادگان جاماسب ساسانی بیست و یکمین پادشاه ساسانی که پس از دادن قدرت به "کواد" برادرش به طبرستان می آید،پس از او پسرش نرسی کامکار و پسر نرسی گیلانشاه بر این نواحی حکومت میکردند تا یزدگرد گیل فرزند گیلانشاه را برای حکومت طبرستان منسوب کرد گیل معروف به گاوباره دو پسر داشت فرزند بزرگتر دابویه حاکم گیلان شد و پادوسبان پسر کوچکتر او موسس سلسله پادوسبانیان حاکم رویان و رستمدار شد که سال۲۲هجری قمری آغاز فرمانروایی ایشان در رویان میباشد و بعنوان یه حکومت ایرانی و وارث امپراطوری ساسانیان در ایران همیشه در طی حمله اعراب به ایران با آنها به جنگ و ستیز پرداخته و بخاطر آشنایی سپاهش به مناطق کوهستانی بارها اعراب را در این مناطق شکست داده و شمال ایران  را به هیچ وجه تسلیم عباسیان و امویان نکردند ، البته در خلال این جنگها با فرزندان زید هم پیمان شده و باعث پدید آمدن حکومت علویان طبرستان در آمل بودند.و در شهرستان نور، بخش بلده، دهستان شیخ فضل ا، روستای یالرود واقع شده و این اثر در تاریخ ۷ اسفند ۱۳۸۶ با شمارهٔ ثبت ۲۱۵۶۴ به‌عنوان یکی از آثار ملی ایران به ثبت رسیده است.